# Bruggenhoofd Kraljevo
Bruggenhoofd Kraljevo is de naam van een defensieve operatie door Duitse troepen op het  Balkan-schiereiland in de vallei van de Westelijke  Morava vanaf 15 oktober tot 29 november 1944. Deze operatie werd uitgevoerd door de Duitse Heeresgruppe F om de laatst overgebleven weg te beschermen voor de terugtrekking van Heeresgruppe E uit het zuiden. Deze weg leidde van Mitrovicë naar het noorden, in de richting van de Ibar. De zwakte van en de gevaren op de marsrichting van Heeresgruppe E waren het onderwerp van speciale zorg en aandacht van de Duitse staven.
Om deze strategisch belangrijke positie te beschermen, vormde het Duitse commando het Korps Müller, bestaande uit delen van verschillende eenheden, die voortdurend werd versterkt. Volgens de Duitse info waren de troepen van het 64e (later 68e) Fuseliers Korps van het Rode Leger en 2e Proletarische- en de 17e Oost-Bosnische Divisies en het 14e Servische Korps van het Narodnooslobodilačka vojska Jugoslavije (Volksbevrijdingsleger van Joegoslavië) (NOVJ) in deze richting actief.
Aangezien het commando van het Rode Leger besloot dat de focus van zijn opmars elders zou liggen, in de Baranja, hadden de Sovjet-Joegoslavische troepen bij het Kraljevo-bruggenhoofd niet voldoende troepen om het te vernietigen. Ondanks af en toe hevige gevechten, met aanhoudende verdediging, slaagde de Korps Müller erin het Kraljevo-bruggenhoofd lang genoeg te behouden om de terugtrekking van de meerderheid van Heeresgruppe E van Mitrovicë via Raška naar Novi Pazar te zekeren. Na het voltooien van deze taak, trok de meerderheid van Heeresgruppe E verder door Sandžak, en Korps Müller (intussen 34e Legerkorps z.b.V.) trok zich op een georganiseerde manier terug in de richting van de Drina-vallei, en vestigde daar een vaste frontlinie.
Na de terugtrekking van Heeresgruppe E bevrijdden de NOVJ strijdkrachten op 29 november 1944 Kraljevo. Vervolgens bevrijdden ze Čačak op 3 december en Užice op 16 december en namen het hele bruggenhoofdgebied over. In de benedenloop van de Drina gingen hevige gevechten door.

## Wat eraan vooraf ging
Geconfronteerd met staatsgrepen in Roemenië en Bulgarije, en de mogelijkheid van een snelle penetratie van het Rode Leger door deze twee landen, besloot het Duitse commando Heeresgruppe E uit Griekenland te evacueren, te verenigen met het 2e Pantserleger in Servië, en dan het front op de Blauwe Lijn te verdedigen (van Đerdap naar het zuiden tot Skopje). Het Duitse geïmproviseerde front aan de Bulgaarse grens was niet bestand tegen de gecombineerde aanval van het Rode Leger, het NOVJ en het Bulgaarse leger. De eenheid die het front van Zaječar naar het zuiden hield, de 7. SS-Freiwilligen-Gebirgs-Division Prinz Eugen, werd verslagen in de Nis-operatie en verloor twee-derde van zijn manschappen. Op deze manier ontstond de situatie dat de vallei van de West Morava, een gebied van groot operationeel belang, slecht verdedigd werd. Voor de Duitsers bestond het gevaar dat de geallieerde troepen de verbinding door de Ibar-vallei, de laatste die ter beschikking bleef van Heeresgruppe E, zouden sluiten met een snelle doorbraak in de vallei van de West Morava. Als Kraljevo zou vallen, was er voor Heeresgruppe E nog maar één uitweg beschikbaar: van Skopje via Mitrovicë en Užice, naar Sarajevo. Daarom probeerde Heeresgruppe E, ondanks alle moeilijkheden, de Korps Müller zo snel mogelijk te versterken. Dit korps mocht een concentrische aanval verwachten van sterke troepen van het 57e Sovjetleger op het bruggenhoofd in Kraljevo, ondersteund door sterke partizaneneenheden. Ter versterking werd gestuurd de 104e Jäger-Divisie, maar daarvan kwamen de voorste eenheden net pas aan in Gradsko. Van hier zouden treintransporten voor verder vervoer zorgen richting Kraljevo.
Na de bevrijding van Kruševac op 14 oktober werd de mogelijkheid geopend van een aanval op het gebied rond Kraljevo-bruggenhoofd vanuit het oosten en na de bevrijding van Kragujevac op 21 oktober ook vanuit het noorden. Het opperbevel van het Rode Leger besloot echter dat de focus van het offensief van het 3e Oekraïense Front richting de Baranja zou liggen, dus een aanval op sterkte in de vallei van West Morava zou niet gebeuren. De NOVJ- troepen volgden grotendeels de operationele ideeën van de Sovjet-Unie. Niettemin waren de voorhanden zijnde troepen voldoende om serieuze druk uit te oefenen en de situatie van Heeresgruppe E dramatisch te maken.

## Ingezette troepen

### Duitse troepen op 6 november 1944

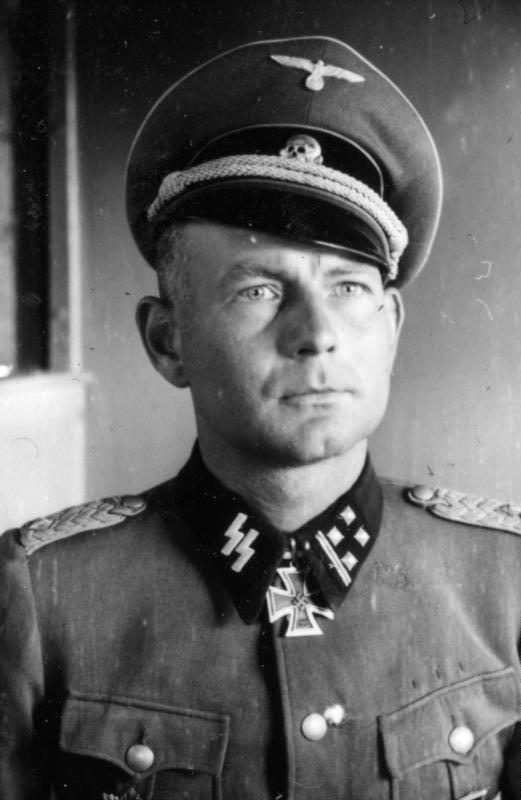
SS Generaal Otto Kumm

- Korps Müller (General der Infanterie Friedrich-Wilhelm Müller)
  - 7. SS-Freiwilligen-Gebirgs-Division Prinz Eugen (SS-Oberführer, vanaf 9 november 1944 SS-Brigadeführer Otto Kumm) (compleet) - 7.150 man
  - 117e Jäger-divisie (onderdelen) - 3.300 man
  - 1e Bergdivisie (Generalleutnant Josef Kübler) (onderdelen) - 1.760 man
  - 297e Infanteriedivisie (Generalleutnant Albrecht Baier) (onderdelen) - 1.600 man
  - 104e Jäger-divisie (General der Infanterie Hartwig von Ludwiger) (onderdelen) - 2.880 man
  - versterkte compagnie van de 181e Infanteriedivisie - 710 man
  - verschillende kleine eenheden - 7.130 man

### Geallieerde troepen 25 oktober 1944
- 64e Fuseliers-korps (generaal-majoor Ivan K. Kravtsov)
  - 52e Fuseliers-divisie (generaal-majoor Leonid M. Milyaev)
- 68e Fuseliers-korps (generaal-majoor N. Sjkodunovitsj)
  - 93e Fuseliers-divisie (kolonel Stepan V. Salychev)
  - 113e Fuseliers-divisie (kolonel Latyp S. Mukhamedyarov)
- NOVJ eenheden
  - 2e Proletarische Divisie (Sredoje Urošević)
  - 17e Oost-Bosnische Divisie (Gligorije Mandić)

### Geallieerde troepen 15 november 1944
- 68e Fuseliers-korps (generaal-majoor Nikolai N. Sjkodunovitsj)
  - 93e Fuseliers-divisie (kolonel Stepan V. Salychev)
  - 113e Fuseliers-divisie (kolonel Latyp S. Mukhamedyarov)
  - 223e Fuseliers-divisie (kolonel Akhnav G. Sagitov)
- NOVJ eenheden
  - 2e Proletarische Divisie
  - 17e Oost-Bosnische Divisie (Gligorije Mandić)
  - 23e Servische Divisie
  - 25e Servische Divisie
  - 45e Servische Divisie

## Het verloop van de strijd

### De gevechten in oktober
Oprukkende van Kruševac richting Kraljevo, bevrijdden de 52e Fuseliers-divisie van het 64e Fuseliers-korps en de 2e Proletarische Divisie op 16 oktober Vrnjačka Banja en Trstenik na een hevige strijd. Hun opponent was de Duitse Kampfgruppe Burgemeister, voornamelijk samengesteld uit delen van het 524e Grenadierregiment van de 297e Infanteriedivisie, overgebracht van het 21e Bergkorps, numeriek zwak en alleen in staat tot beperkte verdedigende taken. De belangrijkste verdedigingslinie van de Duitse troepen lag ter hoogte van de dorpen Vitanovac en Vrba.
In de veldslagen van 14 tot 21 oktober hadden de 93e en 113e Fuseliers-divisies van het 68e Fuseliers-korps en de 17e Divisie Kragujevac bevrijd. Dit opende de ruimte voor een aanval op het Kraljevo-bruggenhoofd vanuit het noorden. Dat gebied viel onder de 17e Divisie en een regiment van de 93e Fuseliers Divisie. Tegenover hen stonden delen van de Kampfgruppe Fisher, die zich terugtrokken uit Kragujevac: kleinere delen van de 117e Jäger-divisie, het 14e SS-Bergregiment (voluit SS-Freiwilligen-Gebirgsjäger-Regiment 14 "Skanderbeg") en drie bataljons van de 1e Bergdivisie.
Tijdens de laatste week van oktober werden elke dag krachtige aanvallen van Sovjet-Joegoslavische troepen op het bruggenhoofd uitgevoerd, wat leidde tot zeer felle gevechten. De Duitse troepen verdedigden zich met groot doorzettingsvermogen en leden zware verliezen, die ze compenseerden door versterkingen binnen te brengen. Vanaf 23 oktober werden delen van de verdediging overgenomen door delen van de 7e SS-divisie, die te voet arriveerde vanuit Jastrebac en Brus. Ook kwam onderdelen van de 104e Jäger-divisie de defensie versterken. Het hoofdkwartier van het 14e Korps van de NOVJ van zijn kant beval op 22 oktober de 23e Divisie om een aanval uit te voeren op een bruggenhoofd in het gebied ten noorden van Čačak, om de Duitse troepen uiteen te drijven. Haar aanval manifesteerde zich op 30 oktober. Tegen 2 november waren deze aanvallen met zware verliezen voor de partizanen afgeslagen. De weg naar Kraljevo bleef in  Duitse handen.
Ondanks sterke aanvallen en zware verliezen aan beide kanten, behaalden de Sovjet-Joegoslavische troepen pas begin november een beslissend succes. De Duitse verdediging doorstond deze moeilijke periode en slaagde erin zich te consolideren en te stabiliseren ondanks dramatische veldslagen. Dit werd door de Duitsers als een grote overwinning gezien.

### De gevechten in november
Begin november slaagde Korps Müller erin de bruggenhoofdverdediging te stabiliseren. Aan de andere kant veranderden de activiteiten en samenstelling van de Sovjettroepen voortdurend. Na de bevrijding van Kragujevac werd het merendeel van de 93e Fuseliers-divisie teruggetrokken naar het noorden, en slechts een van zijn regimenten nam deel aan de aanval op het bruggenhoofd. Eind oktober werd ook de 113e Fuseliers Divisie uit contact met de Duitsers gehaald. Op 31 oktober werd de 52e Fuseliers-divisie van het 64e Fuseliers-korps teruggetrokken en keerde terug naar zijn korps, dat intussen optrok naar de Donau nabij Batina. Haar posities werden ingenomen door de 223e Fuseliers-divisie van het 68e Fuseliers-korps. Volgens generaal Schmidt-Richberg, stafchef van Heeresgruppe E, heeft waarschijnlijk de aanwezigheid van zeer sterke luchtafweerartillerie in Kraljevo het hoofdkwartier van het Rode Leger misleid met betrekking tot de sterkte van de Duitse troepen in het bruggenhoofd, wat leidde tot een methodische en voorzichtige Sovjetaanpak.
Gedurende de eerste twintig dagen van november was er een machtsevenwicht en een relatieve wapenstilstand rond het bruggenhoofd van Kraljevo. Elke dag werden artillerieduels uitgevochten, met frequente infanterieaanvallen aan beide zijden. Gedurende deze periode werden de krachten van de NOVJ voortdurend versterkt. De generale staf van Servië stuurde de 25e en 45e Divisies naar het bruggenhoofd. Van 18 tot 22 november nam de 25e Divisie een frontbreedte van 40 km in op de hoofdkam van de berg Kotlenik. Op 19 november brak de 45e Divisie uit in het gebied ten noorden van Užice, waardoor het front verder werd uitgespreid. Delen van de 37e Sandžak-divisie voerden vanaf 15 oktober een actie uit om de doorbraak van de Duitsers van Požega naar Višegrad en van Sjenica naar Prijepolje te voorkomen, en verdreven de zwakkere vijandelijke delen en vestigden zich in Užice, en op 22 oktober in Požega. Om deze crisis op te ruimen, vormde de Korps Müller de Kampfgruppe Schreiber (versterkt gepantserd Jägerbataljon van de 104e Jäger-divisie). Op 4 november heroverde deze gevechtsgroep Požega en op 6 november Uzice. Daarna werd een directe weg naar Zvornik geopend en zo werd een verbinding tot stand gebracht met het 68e Legerkorps.
Op 13 november werd Korps Muller omgedoopt tot 34e Legerkorps z.b.V., met de bedoeling om de Uzice - Zvornik route open te breken, verbinding te maken met de Korpsgruppe Kübler aan het front in Syrmië, en het commando over die sector over te nemen na het voltooien van zijn taak om de doorbraak van Heeresgruppe E te faciliteren.
De gevechtsoperaties leefden weer op met de introductie van nieuwe NOVJ- eenheden. Op 17 november werd het front van de 2e Proletarische Divisie versterkt door nieuwe bataljons van de 6e Servische Brigade. In die periode werden ook brigades van de 25e Divisie in de strijd geïntroduceerd. Delen van deze twee divisies voerden van 22 tot 26 november een succesvolle actie uit achter de Duitse linies ten zuiden van Kraljevo. Met ondersteuning van de 19e Servische Brigade brak de 3e Servische Brigade uit op de rechteroever van de Ibar in de regio Mataruga, en stak op 23 november de Ibar over met twee bataljons. Boven het dorp Roćevići wist de brigade een Duitse colonne te onderscheppen. Op 24 november sloegen Duitse troepen terug tegen een bataljon van de 3e Servische Brigade, die werd bijgestaan door de 6e Servische Brigade vanaf de rechteroever. Volgens het rapport van de NOVJ- eenheden hadden de Duitsers in deze strijd ongeveer 200 doden, een groot aantal gewonden en 23 gevangengenomen soldaten verloren, 2 tanks, 10 vrachtwagens en verschillende andere voertuigen werden vernietigd. Bataljons op de linkeroever van de Ibar veroverden vervolgens Progorelica, Bogutovac en Debelo brdo. Tegen deze ernstige bedreiging van de communicatiewegen en het achterland werden de Duitsers gedwongen twee sterkere aanvalsgroepen te vormen en aan te vallen.

### De laatste fase
Eind november 1944 werd, dankzij de verdediging van het Kraljevo-bruggenhoofd, de terugtrekking van de hoofdmacht van Heeresgruppe E uit Macedonië en Kosovo met succes afgerond. Daardoor verloor het bruggenhoofd zijn doel, dus begon de geplande evacuatie. Op 25 november kregen de Duitse troepen het bevel om te beginnen met de vernietiging van militaire, economische en transportfaciliteiten, en op 27 november begonnen ze zich terug te trekken uit de stad. Op 29 november drongen het 1041e Fuseliersregiment van de 223e Fuseliers Divisie en de 4e Proletarische en de 3e Servische Brigades de stad binnen en bevrijdden deze.
Na de bevrijding van Kraljevo werd het 68e Fuseliers-korps overgebracht naar het Syrmië  front om deel te nemen aan het offensief daar op 3 december. Aangezien er een front gevormd zou worden langs de Drina, trok het 34e Legerkorps z.b.V, zich geleidelijk, onder sterke druk van het 14e Korps van de NOVJ, terug uit de vallei van de West Morava, langs de weg van Uzice naar Zvornik. Het 14e Korps bevrijdde Čačak op 3 december en Užice op 16 december.

### Beoordeling van de tactiek van de strijd
Volgens Sredoje Urošević, de toenmalige commandant van de 2e Proletarische Divisie, werd het initiatief tijdens de veldslagen op het Kraljevo-bruggenhoofd genomen door de strijdkrachten en staven van het Rode Leger, terwijl de troepen van de NOVJ de kant van hun ideeën kozen. Mede door overschatting van de tegenstanders, deels door offensieve plannen in een andere sector die de langdurige concentratie van sterkere troepen verhinderden, handelde het Rode Leger niet ambitieus jegens het Duitse bruggenhoofd.
Volgens Urošević namen de NOVJ-troepen ook een voor hen verkeerde vorm van gevechtsoperaties over van het Rode Leger. De klassieke partizanen-oorlog werd opgegeven en de NOVJ-eenheden begonnen te vechten als moderne gewapende eenheden, alleen zonder de bijbehorende wapens. NOVJ-eenheden dienden als hulptroepen bij frontale oorlogsvoering, in plaats van dat ze ruimte en topografische kenmerken van het terrein gebruikten en in de diepten van Duitse posities werden gegooid, waar ze veel nuttiger en efficiënter zouden zijn. Volgens Urošević waren posities van Mataruška Banja stroomopwaarts, aan beide zijden van de Ibar, tientallen kilometers lang onbezet. Het was een ideaal gebied voor onze eenheden, maar het werd niet gebruikt. De juistheid van dit concept werd gesuggereerd door een succesvolle aanval van 22 tot 25 november in het gebied van Maglič en Bogutovac, die de Duitsers aanzienlijke verliezen heeft gekost en hen tot uitgebreide vergeldingsmaatregelen heeft gedwongen. Dit was echter slechts een op zichzelf staand geval, geen regel.
Onder deze omstandigheden bestond de mogelijkheid bestond dat de doorbraak van Heeresgruppe E naar het noorden aanzienlijk moeilijker zou zijn of zelfs voorkomen zou kunnen worden. Deze mogelijkheid werd echter niet gebruikt en de Duitse troepen kwamen bijna ongestraft uit deze niet benijdenswaardige positie.